# 短穗白珠
短穗白珠（学名：Gaultheria notabilis）是杜鹃花科白珠树属的植物，为中国的特有植物。分布在中国大陆的云南等地，生长于海拔1,000米至2,400米的地区，多生于阔叶林边或灌丛中，目前尚未由人工引种栽培。